# Пйотровиці (Стшелінський повіт)
Пйотровиці (пол. Piotrowice) — село в Польщі, у гміні Стшелін Стшелінського повіту Нижньосілезького воєводства.
Населення — 213 осіб (2011).
У 1975—1998 роках село належало до Вроцлавського воєводства.

## Демографія
Демографічна структура станом на 31 березня 2011 року:
|          | Загалом | Допрацездатний вік | Працездатний вік | Постпрацездатний вік |
| -------- | ------- | ------------------ | ---------------- | -------------------- |
| Чоловіки | 102     | 21                 | 71               | 10                   |
| Жінки    | 111     | 28                 | 58               | 25                   |
| Разом    | 213     | 49                 | 129              | 35                   |